# Павлівський Камінь
Па́влівський Ка́мінь — група мальовничих скель в Український Карпатах (масив Ґорґани). Розташовані в межах Рожнятівського району Івано-Франківської області, на південний захід від села Князівське. 
Скелі розташовані в лісовому масиві, на схилі гори Ожиноватий. Утворені пісковиками, мають форму вузької гряди заввишки бл. 30 м. З вершини скель відкривається мальовнича панорама довколишніх гір. 
За однією з легенд, назва каменю походить від імені опришка Івана Павлівського. На неприступній скелі він цілу ніч грав на скрипці, і це дало змогу решті побратимам на чолі з Олексою Довбушем втекти з протилежного боку каменю від польських шляхтичів. Ціною власного життя Іван врятував опришків.
За іншою версією, з цього місця розпочалося запровадження християнства серед жителів Карпат. В язичницькі часи тут переховувався проповідник Павло, який охрестив багато місцевих жителів. На думку істориків, в давнину цей камінь слугував своєрідним капищем ранніх християн. Про це свідчить чашове заглиблення для жертовного вогню на вершині каменю та ряд ліній обабіч скелі.
Унікальність об’єкту підтверджує і той факт, що чеські будівельники змінили напрямок при будівництві магістрального газопроводу Уренгой-Помари-Ужгород, щоб зберегти дивовижну скелю.